# Ànec collverd
L'ànec collverd o ànec de bosc i collblau o capblau (pel mascle) i àneda rossa (per la femella) a les Balears (Anas platyrhynchos) és una espècie d'ànec que viu a prop dels rius i els estuaris. Es troba a tot l'hemisferi nord i és l'arrel de moltes races domèstiques.

## Morfologia
- La femella i l'immadur són de color bru, i el mascle adult té el cap i el coll de color verd (d'aquí el nom).
- Els adults tenen la taca alar o espill de color blau, més gran i conspicu en el mascle.
- El plomatge d'eclipsi del mascle (o sigui, el plomatge estival, fora de l'època d'aparellament) és semblant al de la femella, i es reconeix el mascle només pel color groc més viu del bec.
- És el més gran i comú dels ànecs europeus.[1]

## Llista de subespècies
S'han descrit molt poques subespècies a la natura:
- Anas platyrhynchos platyrhynchos a la qual pertany la major part de la població.
- Anas platyrhynchos conboschas, Brehm, CL, 1831. De Grenlàndia.
- Anas platyrhynchos diazi, Ridgway, 1886. De Mèxic.

## SubespèciesalsPaïsos Catalans
- Anas platyrhynchos platyrhynchos
- Anas platyrhynchos domesticus o ànec xerraire.[2]
- Ànnera mallorquina?

## Alimentació
Són omnívors però en la seva alimentació tenen més importància les plantes (sobretot les terrestres) que en la d'altres ànecs.